# Euathlus ventus
Espèce
Euathlus ventus est une espèce d'araignées mygalomorphes de la famille des Theraphosidae.

## Distribution
Cette espèce est endémique de la province de Chubut en Argentine,. Elle se rencontre vers Sarmiento.

## Description
Le mâle holotype mesure 27,5 mm et la femelle paratype 28,69 mm.

## Systématique et taxinomie
Cette espèce a été décrite par Allegue et Ferretti en 2025.

## Publication originale
- Allegue & Ferretti, 2025 : « Hidden in the plains: two new extra-andean species of Euathlus (Mygalomorphae, Theraphosidae) from Argentina with comments on their sexual behaviour. » Zoologica Scripta, vol. 54, no 2, p. 213-218.